# Bröderna Malm
Bröderna Malm är en svensk TV-serie i tretton delar från 1972–1974, regisserad av Hans Dahlin och med manus av Svante Foerster och Björn Lindroth. I rollerna som de fyra bröderna Malm ses Sven-Eric Gamble, Olof Thunberg, Stig Grybe och Ulf Brunnberg.

## Om serien
Bröderna Malm gjordes under två säsonger. Den första sändes i sex delar mellan den 17 november och 22 december 1972 och den andra mellan 6 december 1973 och 17 januari 1974. Serien producerades av Sigurd Jørgensen och sändes i TV2.
Miniserien Conny och Tojan från 1977 var en så kallad spinoff på Bröderna Malm.

## Avsnitt

### Säsong 1
1. Genom eld och vatten (1972-11-17)
2. Sylvia (1972-11-24)
3. Rosen (1972-12-01)
4. El Fortuna (1972-12-08)
5. Fågeln (1972-12-15)
6. Uppbrottet (1972-12-22)

### Säsong 2
1. Årsta Holmar (1973-12-06)
2. Dorrit (1973-12-13)
3. Kopplet (1973-12-20)
4. Bålet (1973-12-27)
5. Fribrytaren (sic!) (1974-01-03)
6. Utvägen (1974-01-10)
7. Sara Malm (1974-01-17)

## Rollista
- Sven-Eric Gamble – Erik Malm
- Olof Thunberg – Björn Malm
- Stig Grybe – Håkan Malm
- Ulf Brunnberg – Ulf Malm
- Helena Brodin – Inga-Lill
- Gunvor Pontén – Ritva
- Hans-Eric Stenborg – chefskyparen
- Lütfi Özkök – kocken
- John Harryson – Karossen, flyttbas
- Börje Ahlstedt – "Tojan"
- Jan Malmsjö – Conny
- Lena-Pia Bernhardsson – Solvej
- Meg Westergren – Sylvia
- Arthur Fischer – den hemlöse lodisen
- Georg Rydeberg – trubaduren
- Lillemor Ohlsson – Dorrit

Gästroller och mindre roller:

- Lissi Alandh – värdinna
- Kim Anderzon – fru till båtägare
- Mona Andersson – en berusad kvinna
- Adele Bellroth – älskarinnan
- Rolf Bengtsson – Roffe
- Jonas Bergström – Hugo
- Carl Billquist – "Liten"
- Lena Brogren – Donkey
- Bengt Brunskog – en norrman
- Guy de la Berg — chauffören
- Bernt Callenbo – kyparen
- Christina Carlwind – Majsan
- Lars Edström – "Antik"
- Nils Eklund – Funebris
- Karl Erik Flens – en man
- Kjell-Hugo Grandin – Lasse-Maja
- Fred Gunnarsson – Bonzo
- Helge Hagerman – källarmästare på Berns
- Tommy Johnson – Kuben
- Beatrice Järås – Marie
- Stephan Karlsén – polis
- Diana Kjær – Veronica, fotograf
- Vivian Koivunen – Elina
- Gösta Krantz – en make på restaurangen
- Arne Källerud – Frej
- Gunilla O-Larsson – Angelica
- Lars Lennartsson – direktör
- Lars Lind – Kjell-Ronnie
- Hans Lindgren – Gustav
- Marika Lindström – servitrisen
- Franco Mariano – signore
- Ann-Mari Max Hansen – Marianne
- Lis Nilheim – Maggan, mannekäng
- Jan Nygren – Gillis
- Jan Nyman – älskaren
- Fredrik Ohlsson – kronofogde
- Gunnar Olsson – Swedolf
- Anna Schönberg – frun på restaurnagen
- Margareta Sjödin – Tina
- Erik Strandell – Adils
- Birgitta Valberg – Signe Rosen
- Bert-Åke Varg – upprörd båtägare
- Chris Wahlström – nattvandrare
- Håkan Westergren – en äldre taxikund